# Barbara West
Barbara Joyce Dainton West (ur. 24 maja 1911 w Bournemouth, zm. 16 października 2007 w Truro) – jedna z ostatnich ocalałych pasażerów z katastrofy Titanica, który zatonął 15 kwietnia 1912.

## Życiorys
Urodziła się w Bournemouth jako dziecko Arthura Westa i Ady Mary Worth. Jej ojciec postanowił rozpocząć pracę w branży owocowej na Florydzie. Jej starsza siostra Constance urodziła się w 1907.
10 kwietnia 1912 wraz z rodzicami i siostrą weszli na pokład statku „Titanic” jako pasażerowie drugiej klasy. Miała wówczas 10 miesięcy i 18 dni, co czyniło ją drugą najmłodszą pasażerką na pokładzie statku zaraz za Millviną Dean. Gdy statek uderzył w górę lodowa o godz. 23:40, Barbara West spała w kabinie. Wraz ze swoją siostrą i matką ocalały z katastrofy i zostały zabrane przez statek RMS Carpathia. Ciało jej ojca nawet jeśli znalezione, nigdy nie zostało zidentyfikowane. Ocalała rodzina wyruszyła do Nowego Jorku na pokładzie „RMS Carpathia”. Po przybyciu matka Barbary zarezerwowała miejsce dla siebie i swoich córek na statku „RMS Celtic” firmy White Star Line. „RMS Celtic” przypłynął do Liverpoolu 6 maja. Cztery miesiące później Ada urodziła trzecią córkę. W czasie rejsu „Titanikiem” była bowiem w ciąży. Ada zmarła 20 kwietnia 1953, mając 74 lata, a Constance – 12 września 1963 w wieku 56 lat.
Będąc dzieckiem, uczęszczała do Worshipful Boarding School w Purley, później kontynuowała naukę w Truro High School oraz w St. Luke's College Exeter. Po koledżu została guwernantka w Kornwalijskiej rodzinie i przeniosła się z nimi do Hiszpanii aż do wybuchu wojny domowej w tym kraju w  1936. Po powrocie do Anglii uczyła w liceum w Guildford.
W latach 50. zaczęła uczyć w Truro, następnie była zastępcą kierownika wychowania fizycznego w szkole w Plymstock do 1972.

## Życie prywatne
Przez całe życie unikała rozgłosu związanego ze statkiem „Titanic”. Gdy stała się jedną z ostatnich żyjących pasażerów, rosło zainteresowanie jej historią, ale unikała rozmów na ten temat poza kręgiem rodzinnym. Często także mówiła, że nie ma nic wspólnego z wydarzeniami z 15 kwietnia 1912. Postanowiła jednak komunikować się od czasu do czasu z British Titanic Society, jednakże komunikacja była bardzo strzeżona.
W 1938 poślubiła Stanleya Windera, który był rugbystą. Małżeństwo trwało 13 lat. Stanley zmarł w 1951 na zawał serca. Drugim mężem Barbary West był William Ernest Barrel Dainton. Byli ze sobą do jego śmierci w 1990.
Pod koniec życia mieszkała w Truro. Na krótko przed śmiercią stała się niesprawna i wymagała całodobowej opieki. Zmarła 16 października 2007 w wieku 96 lat. Jej pogrzeb odbył się 5 listopada w miejscowej katedrze. Aby zachować prywatność, życzyła sobie przed śmiercią, aby jej pogrzeb odbył się przed zawiadomieniem o śmierci. Gdy zmarła, Millvina Dean została ostatnią żyjącą osobą, która płynęła Titanicem.